# Monotiro
Il monotiro è una via d'arrampicata, su roccia o su ghiaccio, costituita da una breve salita (solitamente tra i 20 e i 30 metri) e dall'immediata discesa. La "lunghezza" massima del monotiro è solitamente corrispondente a non più della metà della lunghezza della corda che si ha a disposizione. Arrampicando con una corda da 50 metri, si potrà sviluppare al massimo un monotiro da 25 metri; con una corda da 60, un monotiro da 30 metri e così via. Le moderne corde da arrampicata arrivano oggi a lunghezze tra i 70 e gli 80 metri.

## Le falesie
I monotiri sono una specialità caratteristica dell'arrampicata sportiva e, nella stragrande maggioranza dei casi, si trovano in corrispondenza di quelle che in gergo vengono chiamate "falesie". In realtà, si tratta di aree di arrampicata pre-attrezzate (ossia con punti di ancoraggio già predisposti lungo le possibili vie di salita, nelle quali trovano spesso spazio, su una stessa parete, alcune serie di monotiri. Vi sono falesie in tutti i continenti; a titolo di esempio, alcune delle più famose aree falesistiche al mondo sono Yosemite Valley in America, la Catalogna in Europa, e la Thailandia meridionale in Asia. 

## Conduzione, tecnica di salita e di discesa
L'arrampicatore parte da terra e comincia a salire, assicurato dal compagno (tramite appositi attrezzi quali freni o bloccanti) che resta fermo nel punto di partenza. Scalato tutto il percorso, l'arrampicatore raggiunge il punto di calata (solitamente pre-attrezzato) ed esegue quindi le manovre di corda necessarie per la propria discesa e il ritorno a terra.
Durante la salita, è necessario che l'arrampicatore faccia passare la corda in alcuni punti di ancoraggio (fix, spit, resinati o chiodi ne sono un esempio), utilizzando i rinvii, in modo da ridurre il più possibile l'entità di un'eventuale caduta. 
La calata a terra, dopo che la corda sia stata passata in sosta, viene solitamente gestita e regolata dal compagno che si occupa dell'assicurazione. Si noti che, una volta arrivato a terra il primo arrampicatore (avendo egli completato il monotiro), chi volesse ripetere lo stesso percorso può optare, se vuole, per una salita di massima sicurezza. Il successivo arrampicatore può infatti utilizzare il punto di calata in cui passa la corda come una sorta di "carrucola": si lega a uno dei due capi mentre il compagno lo assicura preoccupandosi di recuperare la corda intanto che egli sale. 
Mantenendo la corda sempre nella dovuta tensione, chi sale non va incontro a una vera e propria caduta ma, nel caso, resta piuttosto "appeso" alla corda. In gergo arrampicatorio, questo modo di procedere (ossia: arrampicata del monotiro avendo la corda di sicurezza già passata nell'anello di calata, e quindi con salita e discesa regolate dal basso) viene denominato moulinette.

## Lunghezza dei monotiri e delle corde
Oggi la maggior parte delle corde da arrampicata sportiva hanno una lunghezza di 70 metri, cosa che permette di percorrere monotiri lunghi fino a 35 metri. Una corda di tale lunghezza permette di arrampicare con sicurezza su quasi tutte le vie attrezzate di falesia, in Italia e all'estero (se una via richiedesse una corda più lunga, ciò dovrebbe venire specificato sulla guida cartacea che riporta le vie di arrampicata della zona). Si trovano comunque in commercio anche corde da 50 o 60 metri, meno indicate per le più moderne falesie ma comunque utilizzabili nella maggior parte delle località storicamente conosciute da alpinisti e arrampicatori di tutta Italia. 
Nota: allo scopo di non incappare in brutte sorprese, soprattutto se non si conosce la lunghezza esatta del monotiro, è sempre consigliabile fare un nodo in fondo alla corda stessa (meglio farlo anche se la corda è da 70 metri) per impedire che essa possa inavvertitamente fuoriuscire dal freno di assicurazione mentre si è intenti a calare in moulinette il compagno.